# Pat Roberts
Pour les articles homonymes, voir Roberts.
Charles Patrick Roberts, dit Pat Roberts, né le 20 avril 1936 à Topeka (Kansas), est un homme politique américain, membre du Parti républicain et sénateur du Kansas au Congrès des États-Unis de 1997 à 2021. 
Il est auparavant représentant fédéral du 1er district de l'État, de 1981 à 1997.

## Biographie
Pat Roberts est né le 20 avril 1936 à Topeka, au Kansas. Il est le fils de Wes Roberts, président du Comité national républicain sous la présidence de Dwight D. Eisenhower. 
Diplômé de l'université du Kansas en 1958, Roberts est capitaine dans le Corps des Marines des États-Unis de 1958 à 1962. Il est marié et père de trois enfants.
Journaliste puis éditeur pour plusieurs journaux de l'Arizona, il rejoint en 1967 l'équipe du sénateur du Kansas, Frank Carlson. 
En 1969, il devient assistant du représentant républicain du Kansas, Keith Sebelius. En 1981, Roberts succède à Sebelius à la Chambre des représentants des États-Unis où il est constamment réélu jusqu'en 1996, année où il est élu sénateur du Kansas au Sénat des États-Unis au siège laissé vacant par Nancy Kassebaum. Roberts est réélu en 2002. 
Roberts est président et membre de plusieurs commissions ou sous-commissions du Sénat dont celle sur la sécurité intérieure et la prolifération des armes nucléaires, biologiques et chimiques, celle sur l'éthique ou celle sur l'agriculture.
En 2004, Roberts est l'auteur d'une proposition de loi sur le démantèlement de la CIA et l'établissement d'une direction nationale renseignements (DNI).
Roberts est également un des auteurs du rapport sur les erreurs des services secrets concernant la guerre d'Irak et les armes de destructions massives. Des critiques l'ont accusé d'avoir édulcoré le rapport pour ne pas impliquer l'administration de George W. Bush, alors en pleine campagne pour sa réélection.
Le 4 novembre 2008, Roberts est réélu avec 60 % des voix contre le candidat démocrate James Slattery, qui obtient 36 % des suffrages. Le 4 novembre 2014, il est de nouveau réélu en obtenant 53,1 % des voix face au candidat démocrate Greg Orman qui recueille 42,5 %.
Le 4 janvier 2019, Pat Roberts annonce qu'il ne briguera pas un cinquième mandat lors des 
élections de novembre 2020.